# Inge Grognard
Inge Grognard (27 september 1958) is een Belgische make-upartiest. Ze wordt beschouwd als een trendsetter in het milieu. Haar donkere, subversieve visie op beauty is uitgelicht in zowat alle grote, internationale modebladen. Tot haar klanten behoren Rick Owens, Kenzo, Vetements, Chanel, Demna Gvasalia. Ze begon haar carrière als make-upartiest voor Martin Margiela en de Antwerpse Zes.

## Biografie
Op haar veertiende, in 1972, leerde Inge Grognard Martin Margiela kennen. Ze zat op school in Genk met Josiane Margiela, een nicht van de toekomstige ontwerper. Drie jaar later verhuisde ze naar Antwerpen, samen met Martin en Josiane Margiela. Ze studeerde voor schoonheidsspecialiste in Antwerpen en deed een regentaat haartooi en esthetiek in Gent.
Inge Grognard is getrouwd met de Belgische fotograaf Ronald Stoops, met wie ze sinds 1981 ook geregeld samenwerkt. Haar eerste professionele opdracht was een shoot voor de special Mode, dit is Belgisch van het weekblad Knack Weekend, samen met Stoops. In 2010 publiceerden ze de anthologie Ronald Stoops / Inge Grognard over hun professionele samenwerking, met vooral aandacht voor hun niet-commerciële projecten.

## Werk
Inge Grognard begon haar carrière in de jaren tachtig, gelijktijdig met de Antwerpse Zes (Dirk Bikkembergs, Ann Demeulemeester, Walter Van Beirendonck, Dries Van Noten, Dirk Van Saene en Marina Yee). Ze leerde de ontwerpers kennen via Martin Margiela, die net als de Zes studeerde aan de Antwerpse Modeacademie. Ze speelde een belangrijke rol bij het vormgeven van de beeldtaal van de Antwerpse Zes en leverde een waardevolle bijdrage aan hun shows en campagnes.
Grognards eerste job als make-upartiest was voor een schoolproject van Martin Margiela. Hij vroeg haar ook voor zijn debuutshow in Parijs, in 1989, in Café de la Gare. De twee zouden meer dan twintig jaar lang samenwerken, tot Margiela in 2009 vertrok bij het merk dat zijn naam draagt.
Aanvankelijk werkte ze vooral voor Belgen: Martin Margiela, de Antwerpse Zes en later en later ook A.F. Vandevorst, de eerste shows van Raf Simons en Veronique Branquinho, Peter Pilotto, Christian Wijnants. Voor die latere generatie ontwerpers was ze een inspiratiebron. Tot 1998 kende niemand haar buiten België, zegt ze zelf in Knack Weekend. Om daar verandering in te brengen, publiceerde ze Make-Up, een boek met een overzicht van haar werk. Er werden maar 500 exemplaren van gedrukt. Een kleine retrospectieve van Make-up werd gepubliceerd in het Franse avant-gardetijdschrift Purple. Het zorgde voor haar internationale doorbraak.
In 2015 nam haar carrière een nieuwe wending. Ze begon te werken voor Vetements, waarna een nieuwe generatie ontwerpers haar ontdekte, of herontdekte. Grognard heeft sindsdien gewerkt aan shows en campagnes voor Balenciaga, maar ook voor cultlabels als Rick Owens, Hood By Air, GmbH, Mugler en 1017 ALYX 9SM, het merk van de Amerikaanse ontwerper Matthew Williams.
Haar verlangen om make-up art niet te beperken tot de modewereld, leidde ook tot een samenwerking met het theater, onder andere voor de voorstelling Rain, geregisseerd door de bekende Belgische choreografe Anne Theresa De Keersmaeker.
Ze ziet zichzelf als “underground", nog steeds.

## Erkenning
- In 2002 ontving ze de Vlaamse Cultuurprijs voor Vormgeving.[6]
- In 2013 nam het Antwerpse museum MoMu het werk van Grognard en de fotografie van Stoops op in de tentoonstelling Antwerpse Iconen.[3]
- In 2017 stond ze op de cover van Dust Magazine #11. Het thema van dat nummer was Resistance.[3]
- Ze werd in 2017 ook opgenomen in de BoF 500, een lijst met vijfhonderd mensen die volgens het internationale modeplatform Business of Fashion de modewereld bepalen.[3]
- In 2017 wint ze eveneens de Belgian Fashion Award voor Professional of the Year.[7]